# Giuseppe Olmo
Giuseppe Olmo (Celle Ligure, 22 de noviembre de 1911-Milán, 5 de marzo de 1992) fue un ciclista italiano que fue profesional entre 1933 y 1942. Sus mayores éxitos fueron la medalla de oro en los Juegos Olímpicos de Los Ángeles, la Milán-Sanremo de 1935 y 1938, el Campeonato de Italia de 1936 y 20 etapas en el Giro de Italia. 

## Palmarés

### Palmarés amateur
- 1931

 Campeón de Italia en ruta
1º de la Copa Italia CRE
 Plata en la prueba en ruta del Mundial
- 1932

 Oro por equipos en contrarreloj por equipos de los Juegos Olímpicos de Los Ángeles, con Attilio Pavesi y Guglielmo Segato
1º de la Milán-Turín

### Palmarés profesional
- 1933

1º de la Copa Val Maira a Dronero
Vencedor de 2 etapas del Giro de Italia
- 1934

Vencedor de 3 etapas del Giro de Italia
- 1935

1º de la Milán-San Remo
1º del Circuit dels Apenins
1º en Pavia
1º en Borgomanero
1º en Sampierdarena
1º de la prueba de selección del Mundial
Vencedor de 4 etapas del Giro de Italia
1º del Gran Premio del Cincuentenario
Récord de la hora (45,090 km)
- 1936

 Campeón de Italia en ruta
1º en el Giro de Emilia
1º de la Copa Mater en Roma
1º en Ferrara
Vencedor de 10 etapas del Giro de Italia
- 1937

Vencedor de una etapa del Giro de Italia
- 1938

1º de la Milán-San Remo
1º del Giro di Campania y vencedor de una etapa
1º de la Torí-Ceriales
1º en Padua
1º en Broni
- 1939

1º en Savona
- 1940

 Campeón de Italia de medio fondo

### Resultats al Giro d'Itàlia
- 1933. 18º de la clasificación general. Vencedor de 2 etapas
- 1934. 4º de la clasificación general. Vencedor de 3 etapas
- 1935. 3º de la clasificación general. Vencedor de 4 etapas
- 1936. 2º de la clasificación general. Vencedor de 10 etapas
- 1937. Abandona. Vencedor de una etapa